# حسن باي
حسن باي هو باي المدية وحاكم بايلك التيطري ضمن أيالة الجزائر في العهد العثماني. امتد حكمه من سنة 1801 حتى وصول محمد باي.